# Groupe des Gauches pour l'indépendance
Le groupe parlementaire Gauches pour l'indépendance (Gauche républicaine-Euskal Herria Bildu) (en espagnol : grupo parlamentario Izquierdas por la independencia (Esquerra republicana-Euskal Herria Bildu)), anciennement groupe de la Gauche républicaine, est un groupe parlementaire espagnol constitué au Sénat, chambre haute des Cortes Generales.

## Historique

### Constitution
Le groupe parlementaire de la Gauche républicaine est un groupe parlementaire très récent, créé pour la première fois le 19 janvier 2016 pour la XIe législature. Il est alors composé de huit sénateurs élus lors des élections générales du 20 décembre 2015. Le groupe a pu être créé grâce au prêt temporaire de deux sénateurs d'un autre parti de manière à atteindre le seuil minimal. Le groupe est reconduit pour la XIIe législature et se compose à sa création de douze membres. À partir de la XIIIe législature, le groupe est rejoint par EH Bildu.

### Effectifs
| Législature | Années      | Représentation | Porte-parole                  |
| ----------- | ----------- | -------------- | ----------------------------- |
| XIe         | 2016        | 8 / 266        | Santiago Vidal                |
| XIIe        | 2016-2019   | 12 / 266       | Santiago Vidal Mirella Cortès |
| XIIIe       | 2019        | 14 / 265       | Mirella Cortès                |
| XIVe        | 2019-2023   | 15 / 265       | Mirella Cortès                |
| XVe         | Depuis 2023 | 11 / 266       | Sara Bailac                   |

### Porte-parole
| Début      | Fin         | Porte-parole   |
| ---------- | ----------- | -------------- |
| 13/01/2016 | 31/01/2017  | Santiago Vidal |
| 07/02/2017 | 01/09/2023  | Mirella Cortès |
| 01/09/2023 | En fonction | Sara Bailac    |